# Susan Maggi
Susan Maggi (* 20. Jahrhundert) ist eine kanadische Filmeditorin.

## Leben
Susan Maggi wurde in den 1980er Jahren zunächst im Tonschnitt aktiv. In den 1990er Jahren wechselte sie zum Filmschnitt.
Für ihre Arbeit bei Rude (1995) und The Boys Club (1996) wurde sie je für einen Genie Award nominiert. Für The Planet of Junior Brown (1997) und One Heart Broken Into Song (1999) hingegen wurde sie für einen Gemini Award nominiert. Für New Waterford Girl (1999) und Poor Boy’s Game (2007) wurde sie wieder für Genie Awards nominiert. Ihr Schaffen umfasst mehr als 30 Produktionen für Film und Fernsehen.

## Filmografie (Auswahl)
- 1995: Rude
- 1996: The Boys Club
- 1997: The Planet of Junior Brown
- 1999: One Heart Broken Into Song
- 1999: New Waterford Girl
- 2003: Gefangene der Zeit (A Wrinkle in Time)
- 2004: Saint Ralph
- 2004: Touch of Pink
- 2005: Lie with Me – Liebe mich (Lie with Me)
- 2006: Goose on the Loose
- 2007: Poor Boy’s Game
- 2007: How She Moove
- 2008: The Deal – Eine Hand wäscht die andere (The Deal)
- 2009: Being Erica – Alles auf Anfang (Being Erica, Fernsehserie, 6 Folgen)
- 2012: Die Tore der Welt (World Without End)
- 2019: Sweetness in the Belly
- 2020: Percy